# Paul Crauchet
Paul Crauchet (Béziers, 14 luglio 1920 – Rocbaron, 19 dicembre 2012) è stato un attore francese.

## Biografia
Appassionato d'aviazione e di rugby, Paul Crauchet scoprì la propria passione per il teatro a 23 anni. Arrivato a Parigi nel 1945, seguì il corso di recitazione di Charles Dullin debuttando nel 1949. Si fece conoscere al grande pubblico con l'interpretazione nel film Una vampata di violenza di Robert Enrico (1966); l'anno prima aveva invece interpretato il guardiano Gautré al museo del Louvre nel film a puntate Belfagor o Il fantasma del Louvre.

## Filmografia parziale

### Cinema
- Il segno del leone (Le signe du lion), regia di Éric Rohmer (1959)
- La guerra dei bottoni (La Guerre des boutons), regia di Yves Robert (1962)
- Una vampata di violenza (Les Grandes Gueules), regia di Robert Enrico (1966)
- La guerra è finita (La guerre est finìe), regia di Alain Resnais (1966)
- Parigi brucia? (Paris brûle-t-il?), regia di René Clément (1966)
- I tre avventurieri (Les aventuriers), regia di Robert Enrico (1967)
- Criminal Face - Storia di un criminale (Ho!), regia di Robert Enrico (1968)
- La piscina (La piscine), regia di Jacques Deray (1969)
- L'armata degli eroi (L'Armée des ombres), regia di Jean-Pierre Melville (1969)
- Ultime lettere da Stalingrado (Lettres de Stalingrad), regia di Gilles Katz (1969)
- Ultimo domicilio conosciuto (Dernier domicile connu), regia di José Giovanni (1970)
- I senza nome (Le cercle rouge), regia di Jean-Pierre Melville (1970)
- Senza movente (Sans mobile apparent), regia di Philippe Labro (1971)
- Gli sposi dell'anno secondo (Les Mariés de l'an II), regia di Jean-Paul Rappeneau (1971)
- Notte sulla città (Un flic), regia di Jean-Pierre Melville (1972)
- L'affare Dominici (L'affaire Dominici), regia di Claude Bernard-Aubert (1973)
- Questo impossibile oggetto (Story of a Love Story), regia di John Frankenheimer (1973)
- Flic Story, regia di Jacques Deray (1975)
- Lo sconosciuto (Attention, les enfants regardent), regia di Serge Leroy (1978)
- Morti sospette (Un papillon sur l'épaule), regia di Jacques Deray (1978)
- Il testimone (Le Témoin), regia di Jean-Pierre Mocky (1978)
- Un prete da uccidere (To Kill a Priest), regia di Agnieszka Holland (1988)
- La puttana del re (La Putain du roi), regia di Axel Corti (1990)
- Il pianeta verde (La Belle Verte), regia di Coline Serreau (1996)
- Gli amori folli (Les herbes folles), regia di Alain Resnais (2009)

### Televisione
- La Caméra explore le temps : La vérité sur l'affaire du courrier de Lyon (1963)
- Le Scieur de long (1963)
- Une fille dans la montagne (1964)
- Belfagor o Il fantasma del Louvre (1965)
- Les Facéties du sapeur Camember (1965)
- Beaumarchais ou 60000 fusils (1966)
- L'Affaire Lourdes (1967)
- Le Crime de Lord Arthur Saville (1968)
- D'Artagnan (1969)
- La Maison des bois de Maurice Pialat (1971)
- Irma la Douce (1972)
- Le Jardinier (1973)
- L'Auberge de l'abîme (1974)
- Il commissario Moulin (1976)
- La Maison des autres (1977)
- Émile Zola ou La conscience humaine (1978)
- Le Troisième couteau (1979)
- Louis et Réjane (1980)
- Paris-Saint-Lazare (1982)
- L'Île bleue (1983)
- Les Copains de la Marne (1985)
- Julien Fontanes, magistrato (1986)
- Les enquêtes du commissaire Maigret (1987)
- Haute tension - Retour à Malaveil (1989)
- La Vénus à Lulu (1991)
- Secret de famille (1992)
- Jeux d'enfants (1993)
- Les Derniers Jours de la victime de Bruno Gantillon (1994)
- Les Allumettes suédoises (1996)
- Une soupe aux herbes sauvages (1997)
- Dessine-moi un jouet (1999)
- Le Marathon du lit (2001)
- Le Champ dolent, le roman de la terre d'Hervé Baslé (2002)
- À cran d'Alain Tasma (2003)
- La Vie est si courte (2004)
- Les Vauriens (2006)

## Teatro
- Cinq Hommes et un pain di Hermann Rossmann, regia di Raymond Hermantier (1958)
- Les Viaducs de Seine-et-Oise di Marguerite Duras, regia di Claude Régy (1963)
- Minamata and Co di Osamu Takahashi, regia di Roger Blin (1978)

## Doppiatori italiani
Nelle versioni in italiano delle opere in cui ha recitato, Paul Crauchet è stato doppiato da:
- Giorgio Piazza in Flic Story
- Aldo Barberito in Il testimone